# Terpnistrini
Terpnistrini – plemię owadów prostoskrzydłych z rodziny pasikonikowatych i podrodziny długoskrzydlakowych. Rodzajem typowym jest Terpnistria Stål, 1873.

## Zasięg występowania
Przedstawiciele tego plemienia występują w Afryce, na Półwyspie Arabskim oraz na Cejlonie. 

## Systematyka
Do Terpnistrini zaliczanych jest 9 gatunków zgrupowanych w 5 rodzajach:
- Diogena
- Gelotopoia
- Terpnistria
- Terpnistrioides
- Tropidophrys